# Santeri Nuorteva
Santeri Nuorteva (Alexander Nyberg) (ur. 29 czerwca 1881 w Wyborgu, zm. 31 stycznia 1929 w Leningradzie) – fiński i radziecki dziennikarz i polityk.

## Życiorys
Kształcił się na Uniwersytecie Aleksandrowskim w Helsinkach, którego jednak nie ukończył, w 1903 wstąpił do Socjaldemokratycznej Partii Finlandii, 1904-1905 pracował jako nauczyciel, 1904-1905 redagował gazetę "Forssan Sanomat", następnie gazetę "Juhdenvertaisuus". Do kwietnia 1908 był deputowanym do Sejmu Finlandii i jednocześnie redaktorem gazety "Sosialisti", w 1909 ponownie został deputowanym do fińskiego sejmu, jednak w tym samym roku został aresztowany i skazany na 6 miesięcy więzienia. Po zwolnieniu został redaktorem "Kansan Lehti", w 1911 wyemigrował do USA, pracował w redakcji emigracyjnej gazety "Toveri", działał w fińskiej organizacji socjalistycznej w USA, później był redaktorem gazety "Riivaaja" i wydawnictwa "Säkene", a od 19 lutego 1918 do 1920 przedstawicielem interesów Finlandii w USA. W czerwcu 1920 udał się do W. Brytanii, gdzie został aresztowany, a po zwolnieniu miesiąc później wyjechał do Rosji radzieckiej i wstąpił do RKP(b). W marcu 1921 został aresztowany, w lutym 1922 zwolniony, podjął pracę w Ludowym Komisariacie Spraw Zagranicznych (NKID) RFSRR jako kierownik Wydziału Państw Ententy i Skandynawii i jednocześnie pracował w dziennikarstwie w Karelii, 1922-1923 był komisarzem oświaty karelskiej komuny pracowniczej, w 1923 kierował Wydziałem Amerykańskim NKID ZSRR, w 1924 był dyplomatą radzieckim w Szwecji, a 1924-1928 przewodniczącym Centralnego Komitetu Wykonawczego (CIK) Karelskiej ASRR.